# 聖伯多祿副主教座堂 (累西腓)
聖伯多祿副主教座堂（葡萄牙语：Co-Catedral São Pedro dos Clérigos）  是天主教奧林達暨累西腓總教區的副主教座堂，位于巴西伯南布哥州累西腓。
该堂始建于1728年5月3日，完成于1759年。

## 参考

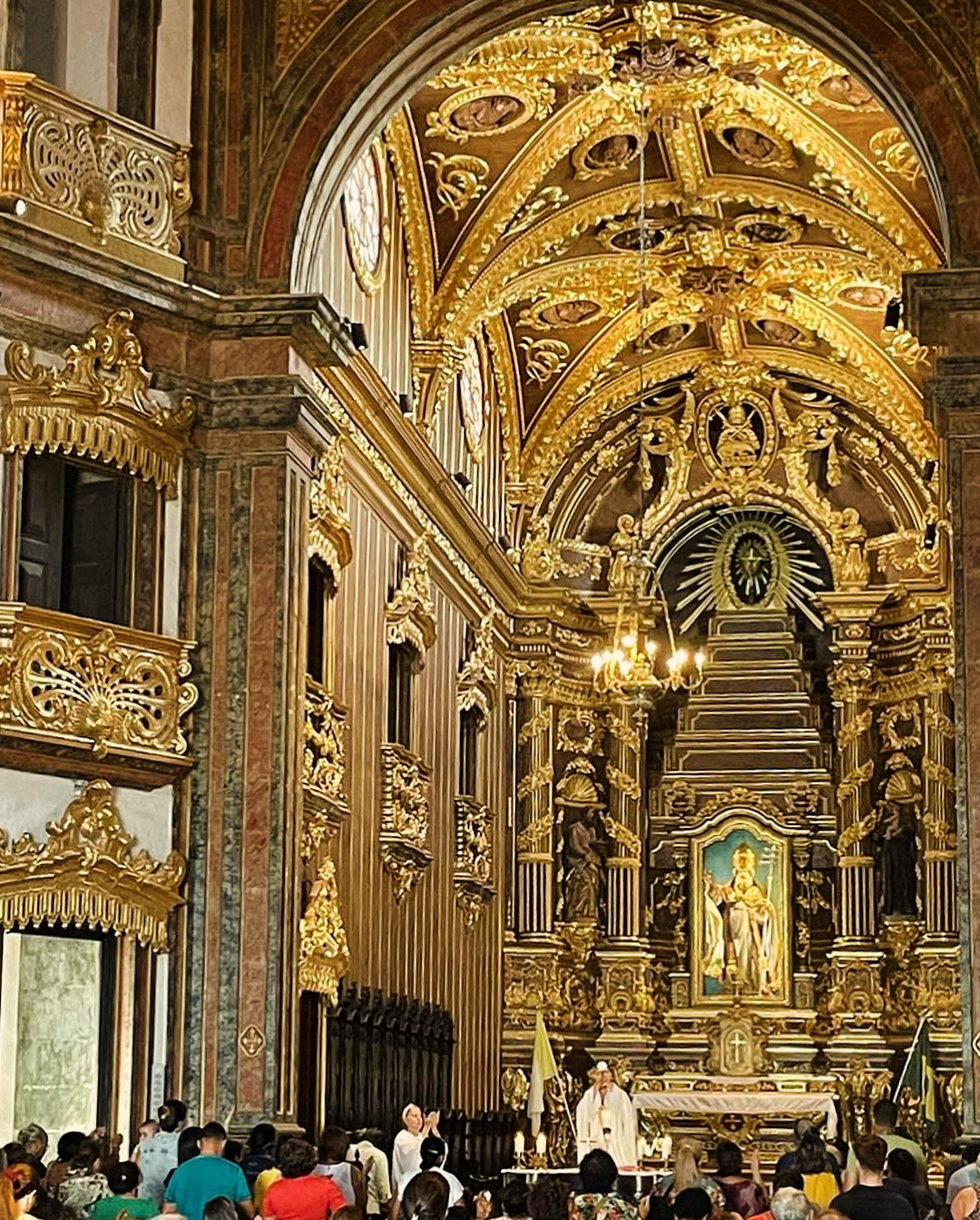
内部